# Refugi d'Esplà
El refugi d'Esplà és un refugi de muntanya del terme municipal de Baix Pallars, a la comarca del Pallars Sobirà. És a la zona sud-oriental del terme, en el territori que fou de l'antic municipi de Baén.
Es troba a 1528 metres d'altitud, en el cim del Cap de Roques de Solduga, elevació del nord-est de la Serra de Cuberes. A uns 200 metres al nord-oest es troba el santuari de la Mare de Déu d'Esplà i al vessant meridional, al sud-oest, està el poble de Solduga, .